# Torfou, Essonne
Torfou är en kommun i departementet Essonne i regionen Île-de-France i norra Frankrike. Kommunen ligger i kantonen Étréchy som tillhör arrondissementet Étampes. År 2022 hade Torfou 277 invånare.

## Befolkningsutveckling
Antalet invånare i kommunen Torfou
| Referens: INSEE |